# Dębczyno (przystanek kolejowy)
Dębczyno – nieczynny przystanek kolei wąskotorowej (Białogardzka Kolej Dojazdowa) w Dębczynie, w województwie zachodniopomorskim, w Polsce.